# The Block Island Sound
The Block Island Sound  es una película estadounidense de ciencia ficción y suspenso de 2020 escrita y dirigida por Kevin McManus y Matthew McManus y protagonizada por Chris Sheffield y Michaela McManus.

## Argumento
Tom es un viejo pescador que se despierta solo y desorientado en su barco de pesca frente a la costa de Block Island en una escena de desorden, incluyendo una correa de perro sin el can. Esa misma noche, el hijo de Tom, Harry, se lamenta del fin del verano mientras bebe en un bar con su amigo, el conspiranoico Dale. Mientras lleva a Dale a casa esa noche, Harry un ave se estrella contra su auto, y ésta muere.
Pronto se hacen evidentes otros informes de fenómenos extraños en la isla, incluyendo toneladas de peces muertos que llegan a la orilla. Mientras tanto, Harry observa comportamientos extraños de su padre, como sacar su barco de pesca en mitad de la noche y dejar de responder durante las conversaciones. A pesar de algunos recelos, la hermana de Harry, Audry, que vive en tierra firme en Rhode Island, es enviada desde su trabajo en la Agencia de Protección Ambiental para investigar los extraños sucesos de la vida silvestre junto con su compañero de trabajo Paul. Audry se lleva a su hija Emily y decide quedarse en la isla con su padre y su hermano a pesar de las tensiones que persisten tras la muerte de su madre.
Mientras Audry y Paul investigan los extraños sucesos, Harry intenta establecer un vínculo con su sobrina enseñándole a Emily a pescar y a atrapar ranas. El comportamiento de Tom se vuelve cada vez más errático, y una noche la casa se despierta con los gritos de Emily en el sofá mientras Tom se cierne sobre ella. Lo atribuyen a terrores nocturnos, pero la preocupación de Audry por su padre se hace realidad más tarde, cuando Tom vuelve a sacar su barco en mitad de la noche y desaparece sin dejar rastro. La policía local convence a Audry y a Harry para que acepten que su padre probablemente se ha ahogado, lo que pronto se demuestra cuando el cuerpo de Tom aparece en la orilla.
Harry se esfuerza por aceptar las circunstancias de la muerte de su padre, que incluye varios moretones y laceraciones en la cara, además de un mal funcionamiento de la radio a bordo del barco pesquero tras la desaparición de Tom. La salud mental de Harry se deteriora cuando su otra hermana distanciada, Jen, regresa a casa a Block Island desde Nueva York para el funeral, durante el cual Harry se mete en una pelea con un hombre mayor que resulta en una noche en la cárcel. Después de ser liberado, habla más con Dale y se entera de que han ocurrido disturbios similares en todo el mundo. También decide pedir prestado un equipo de buceo para investigar la zona en la que se ahogó Tom, pero queda inconsciente bajo el agua y se despierta en el barco pesquero mientras los sistemas electrónicos se desordenan y se emite un ruido extraño.
Harry atropella a un ciervo mientras es perseguido por una visión de su padre (Tom) después de dejar a Jen en el ferry, y su comportamiento cada vez más errático impulsa a Audry a llevarlo a un psicólogo para que le ayude a diagnosticar el estado de Harry. El psicólogo especula que su salud mental puede estar sufriendo una hipersensibilidad electromagnética causada por el parque eólico de Block Island y anima a Harry y a Audry a contactar con un antiguo paciente con experiencias similares que ha cortado todo contacto con la electrónica. Harry se adentra en un camino de locura, robando el perro de un vecino y llevándolo a bordo de su barco y luego dirigiéndose hacia el mismo lugar en el estrecho de Block Island hasta que se produce una extraña experiencia en la que todo en el barco, incluidos Harry y el perro, comienza a ascender hacia el cielo. Harry se estrella contra el barco pero el perro desaparece, dejando sólo su correa..
Enfurecida por este último episodio y por la noticia de la desaparición del perro, Audry confía a Paul la vigilancia de Emily y el cuidado de Harry mientras ella conduce para encontrarse con el antiguo paciente, que vive solo en una caravana en West Greenwich. El hombre le explica a Audry que su paranoia es el resultado de ser observado o influenciado por alguna fuerza de otro mundo. Le advierte que alguien saldrá herido si no aleja a Harry de la isla.
Mientras Audry se siente inquieta por el encuentro y conduce de vuelta para tomar el último ferry a casa, Harry se resiste a otra visión de su padre diciéndole que se lleve a la "chica" (Emily) y da un paseo nocturno en el que evita por poco chocar con una corredora. A continuación, intenta atacar a la mujer, pero fracasa, y regresa a la casa donde Paul sigue vigilando a Emily.
Audry regresa para descubrir que Paul ha quedado inconsciente y oye los gritos de Emily mientras Harry la secuestra en el barco pesquero. Audry consigue saltar al barco justo cuando éste abandona el muelle, pero es incapaz de razonar con su psicótico hermano, que vuelve de nuevo al lugar del altercado. Audry consigue aislar a Emily y a ella misma dentro de la cabina del barco, y pronto experimentan un sonido ululante y un traqueteo cuando los objetos del barco comienzan a ascender hacia el cielo una vez más. Audry y Emily salen volando hacia el techo, y Audry es abducida cuando la puerta del camarote cede. A la mañana siguiente, las autoridades locales descubren a Emily sola en la cabina del barco.
La película termina con Audry siendo lanzada al océano viva y consciente, mientras se reproduce una voz en off de una escena anterior en la que describe a Emily por qué los biólogos justifican sacar a ciertos peces individuales de su hábitat natural para poder estudiarlos.

## Reparto
- Michaela McManus como Audry
- Chris Sheffield como Harry
- Neville Archambault como Tom
- Jim Cummings como Dale
- Jeremy Holm como Kurt
- Matilda Lawler como Emily
- Ryan O'Flanagan como Paul
- Willie C. Carpenter
- Heidi Neidermeyer como Jen

## Lanzamiento
La película se estrenó en el Fantasia International Film Festival el 28 de agosto de 2020. Luego fue lanzada en Netflix el 11 de marzo de 2021.

## Recepción
La película fue recibida con elogios de la crítica. La película tiene una calificación del 96% en Rotten Tomatoes, basada en 26 reseñas. Kalyn Corrigan de Slash Film le dio a la película un 8 sobre 10. Michelle Swope de Dread Central otorgó a la película cuatro estrellas de cinco. Joe Lipsett de Bloody Disgusting otorgó a la película cuatro calaveras de cinco.
J. Hurtado de Screen Anarchy le dio a la película una crítica positiva y escribió: "Si estás esperando una película de monstruos, es posible que te decepcione la falta de sangre y agallas, pero si abres tu mente, The Block Island Sound simplemente podría asustarte muchísimo ".